# Idan Raichel
Idan Raichel (hebr. עידן רייכל; ur. 12 września 1977 w Kefar Sawa) – izraelski piosenkarz, kompozytor i tekściarz. Występuje z międzynarodową grupą muzyków zrzeszoną w ramach The Idan Raichel Project (הפרוייקט של עידן רייכל), gdzie Raichel śpiewa i gra na keyboardzie i fortepianie.

## Życiorys
Pochodzi z rodziny aszkenazyjskiej. W wieku 9 lat rozpoczął naukę gry na akordeonie. Interesował się muzyką cygańską i tangiem. W szkole średniej grał na keyboardzie i uczył się jazzu. Podczas służby w armii występował w wojskowym zespole muzycznym. Pracował w szkole z internatem dla dzieci imigrantów i trudnej młodzieży, gdzie zetknął się z ludową muzyką etiopską.
Karierę zaczynał jako akordeonista u takich muzyków jak Iwri Lider, Riki Gal i Eran Zur.
Twórczość Idan Raichel Project można określić jako world music z elementami elektroniki. W Projekcie występują m.in. Żydzi etiopscy (Felaszowie). Większość tekstów śpiewana jest po hebrajsku, ale pojawiają się także fragmenty w języku amharskim, judeo-arabskim, hindi.

## Dyskografia
- 2002: Ha-projekt szel Idan Raichel (hebr. הפרויקט של עידן רייכל, potrójna platyna w Izraelu)
- 2005: Mi-maamakim (hebr. ממעמקים, potrójna platyna w Izraelu)
- 2006: The Idan Raichel Project (kompilacja dwóch poprzednich albumów przeznaczona na rynek międzynarodowy)
- 2008: Bejn kirot bejti (hebr. בין קירות ביתי, platynowa płyta w Izraelu)